# Tshering Tobgay
Lyonchhen Tshering Tobgay, em butanês: ཚེ་རིང་སྟོབས་རྒྱས། (Haa, 19 de setembro de 1965) é um político butanês e primeiro-ministro do país de 27 de julho de 2013 a 9 de agosto de 2018 e, atualmente, desde 28 de janeiro de 2024. Tobgay também é o líder do Partido Popular Democrata.

## Biografia
Tobgay nasceu numa família de seis irmãos. Ambos de seus pais ajudaram a expandir o Butão. O pai de Tobgay foi um dos primeiros soldados do exército do Butão, enquanto a sua mãe ajudou a construir a primeira rodovia ligando Butão a Índia.
Graduado em engenharia mecânica pela Universidade de Pittsburgh, ele fez um MBA pela Harvard em 2004.
Foi funcionário do Ministério da Educação em 1991. De 2003 a 2007, ele ocupou cargos de gestão no Ministério do Trabalho e Recursos Humanos, mas renunciou naquele ano para embarcar em uma carreira política.
Após as segundas eleições parlamentares vencidas pelo seu partido em 13 de julho de 2013, ele foi nomeado a primeiro-ministro.
Tobgay foi cofundador do Partido Popular Democrata e responsável por estabelecer seu partido como o primeiro partido político a ser registado no Butão. Nas eleições de 2008, o partido apenas conseguiu dois lugares, onde Tobgay conseguiu um lugar. Em 2009, o líder do partido Sangay Ngedup renunciou do cargo, e Tobgay assumiu como líder do partido. Depois das eleições de 2013, Tobgay foi eleito primeiro-ministro do Butão por voto secreto.
Durante a campanha de Tobgay nas eleições de 2013, Tobgay se concentrou em melhorar o Butão com pequenas promessas. Em vez de seguir os passos de seu antecessor e promover a Felicidade Interna Bruta (FIB), Tobgay prometeu dar a cada aldeia um cultivador e veículos utilitários para cada distrito.
Tobgay acredita que trabalhar em problemas como o emprego dos jovens, a corrupção e a dívida nacional é mais importante do que focalizar apenas no FIB. Ele também se concentra em parar a corrupção no governo do Butão e interagir com a população do Butão.
Tshering Tobgay anunciou que o país também é carbono negativo em vez de carbono neutro.

## Honrarias
- Butão :
  -  O Lenço Laranja Real (16 de junho de 2008).[14]
  -  O Lenço Vermelho Real (17 de dezembro de 2014).[7]